# Forchtenstein
Forchtenstein (ungarisch Fraknó, Fraknóváralja; kroatisch Fortnava) ist eine Gemeinde mit 2791 Einwohnern (Stand 1. Jänner 2024) im Bezirk Mattersburg im Burgenland in Österreich.
Bekannt ist der Ort vor allem durch die auf einem Abhang über dem Wulkatal gelegene, weithin sichtbare Burg Forchtenstein.

## Geografie

### Geografische Lage
Forchtenstein ist eine Gemeinde, die aus dem Zusammenschluss von Forchtenau und Neustift entstanden ist.
Die Burg Forchtenstein, die historisch von großer Bedeutung ist, beherrscht den landschaftlichen Umkreis der Gemeinde und markiert durch ihren felsigen Untergrund einen geologischen Übergang zum Rosaliengebirge. Hier liegt auch das Quellgebiet der Wulka, die nach Nordosten zum Neusiedlersee fließt.

### Gemeindegliederung
Die Gemeinde besteht aus den Katastralgemeinden Forchtenau und Neustift an der Rosalia, die zusammen die Gemeinde Forchtenstein bilden. Zu Forchtenstein (umgangssprachlich oft Forchtenau) gehören neben Neustift auch die Dörfer Hofleiten, Rosalia, Schreinermühle und mehrere Einzellagen.

### Nachbargemeinden
|                                    | Wiesen (Bez. Mattersburg, Bgld.)            |                                       |
| Lanzenkirchen (Niederösterreich)   | Kompassrose, die auf Nachbargemeinden zeigt | Mattersburg (Bez. Mattersburg, Bgld.) |
| Hochwolkersdorf (Niederösterreich) | Mattersburg (Bez. Mattersburg, Bgld.)       |                                       |

## Geschichte
Vor der römischen Annexion war das Gebiet Teil des keltischen Königreiches Noricum und gehörte zur Umgebung der keltischen Höhensiedlung Burg auf dem Schwarzenbacher Burgberg.
Später, nach der Eingliederung des Gebietes in das Römische Reich, wurde das heutige Forchtenstein der  Provinz Pannonia administrativ zugeordnet. Der wechselvolle Zeitverlauf beließ es nach der ungarischen Landnahme um 900 bei den ungarischen Stammlanden.

Historische Landkarten: Forchtenau/Forchtenstein und Umgebung um 1870–1880 (Aufnahmeblätter der Landesaufnahme)
Forchtenstein (oben rechts) und westliche Umgebung mit Hochwolkersdorf im Rosaliengebirge und dem Pittental
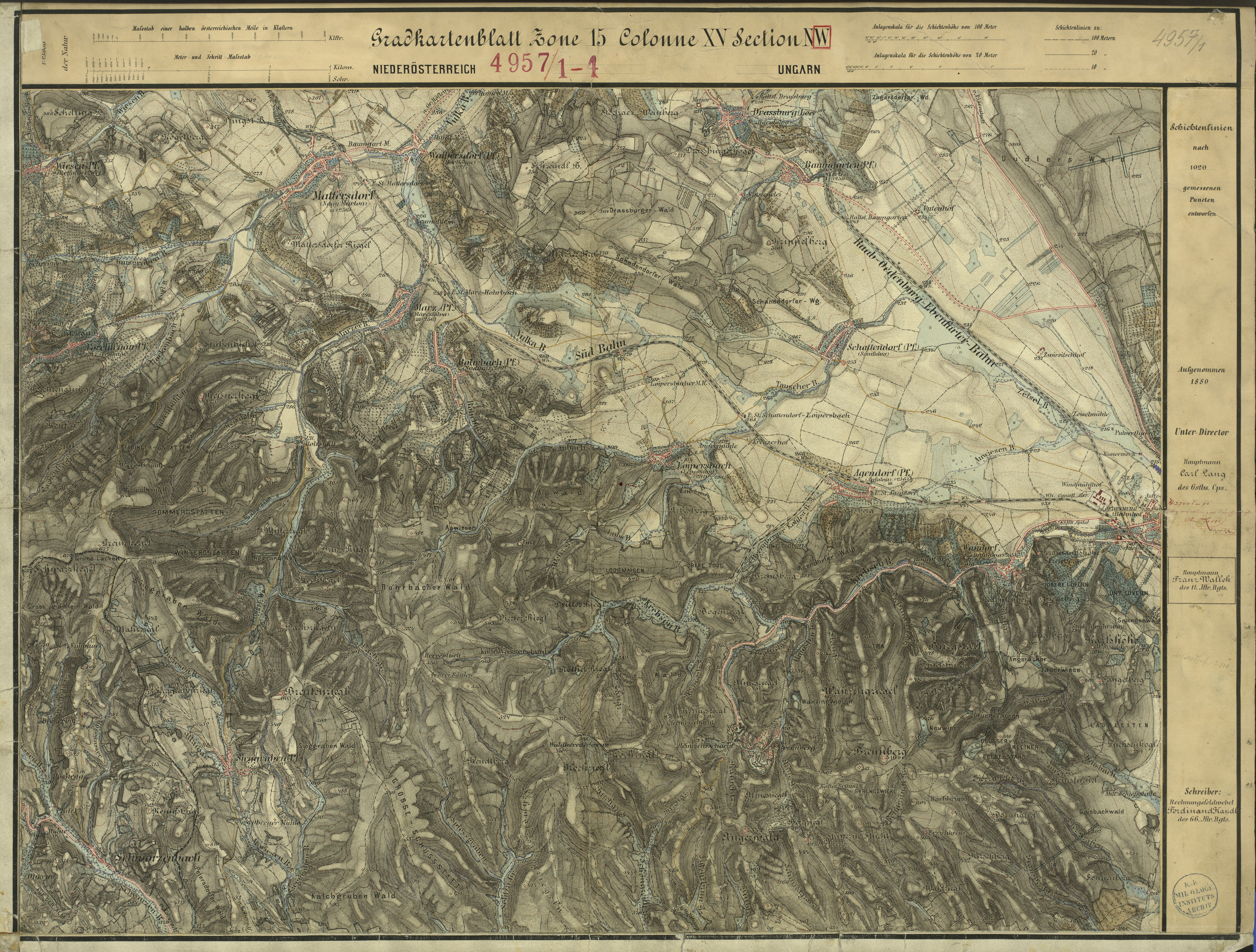
Der Ort Forchtenau und östliche Umgebung mit Mattersburg (links Mitte)

Der Ort gehörte wie das gesamte Burgenland bis 1920/21 zu Ungarn (Deutsch-Westungarn). Seit 1898 mussten auch die einheimischen Deutschen und Kroaten aufgrund der Magyarisierungspolitik der Budapester Regierung den ungarischen Ortsnamen Fraknó verwenden.
Nach Ende des Ersten Weltkriegs – als die Monarchie Österreich-Ungarn zerfiel, wurde Deutsch-Westungarn 1919 nach zähen Verhandlungen aufgrund der Verträge von St. Germain und Trianon Österreich zugesprochen. Der Ort gehört zu dem 1921 neu gegründeten Bundesland „Burgenland“ (siehe auch Geschichte des Burgenlandes).
1971 wurden die beiden bis dahin eigenständigen Gemeinden Forchtenau und Neustift an der Rosalia zusammengelegt. Bis 1972 hieß die Gemeinde Forchtenstein noch Forchtenau (vermutlich nach der Au am Fuße des Burgberges).

### Bevölkerungsentwicklung

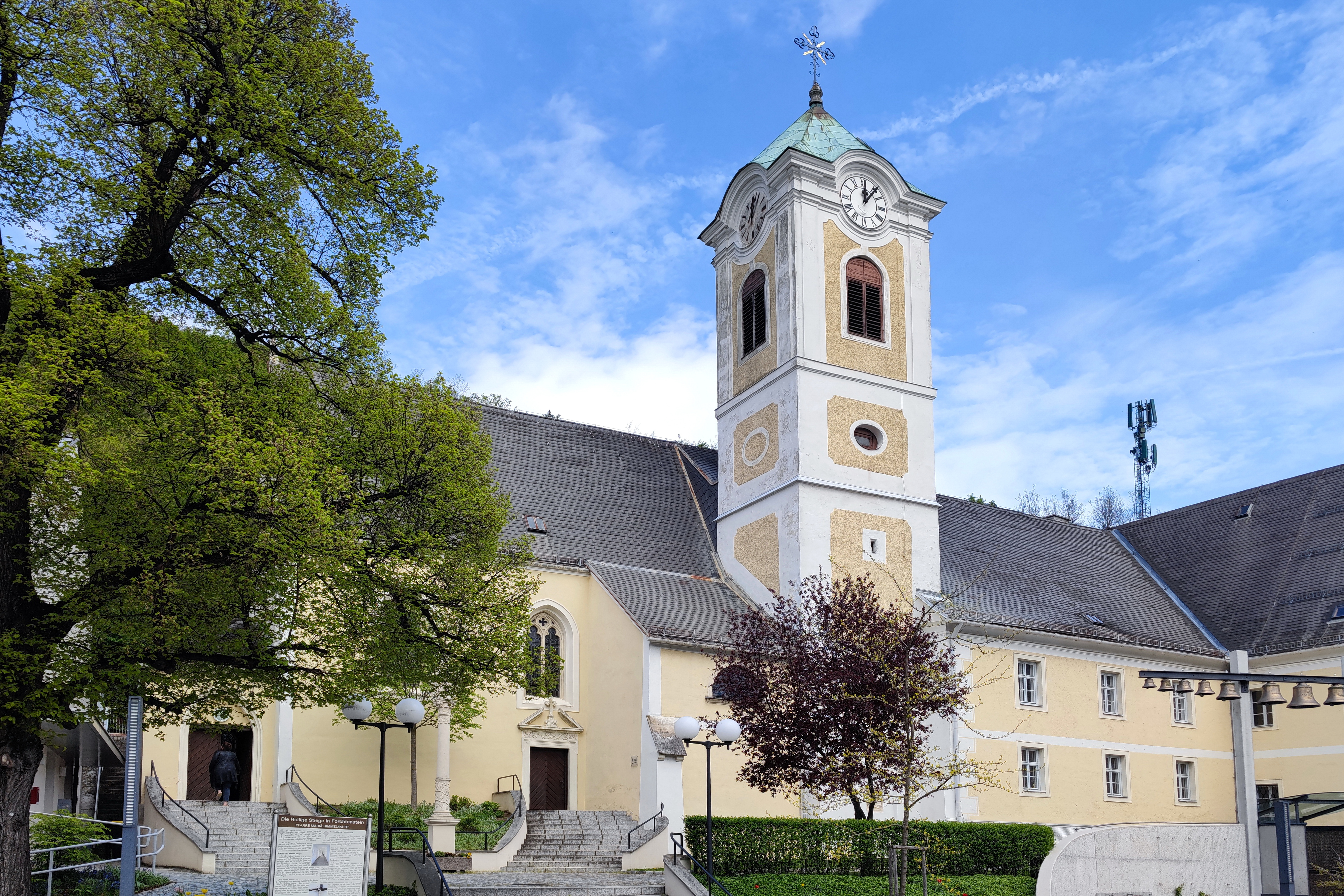
Pfarrkirche Forchtenstein

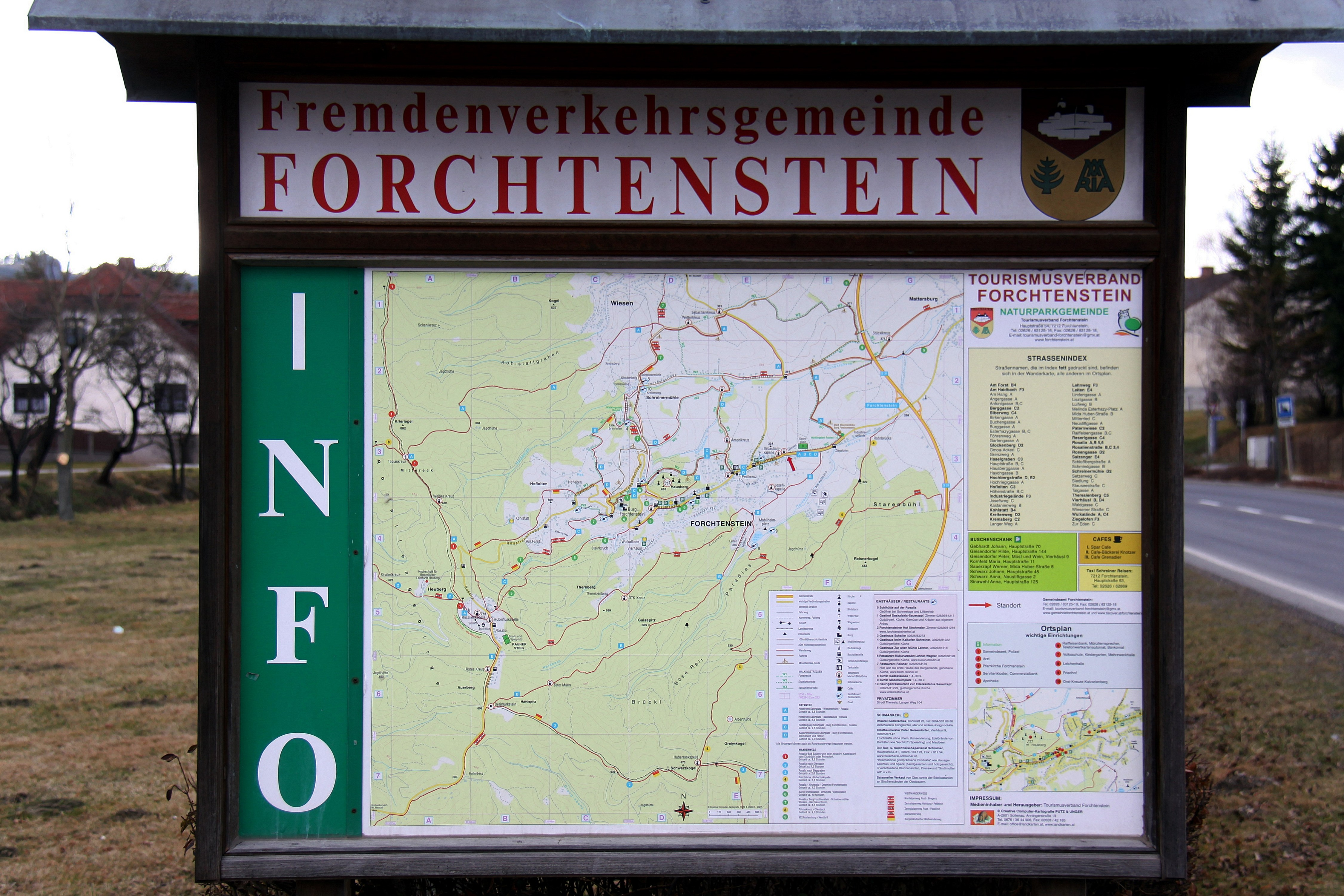
Ortsplan von Forchtenstein

## Kultur und Sehenswürdigkeiten

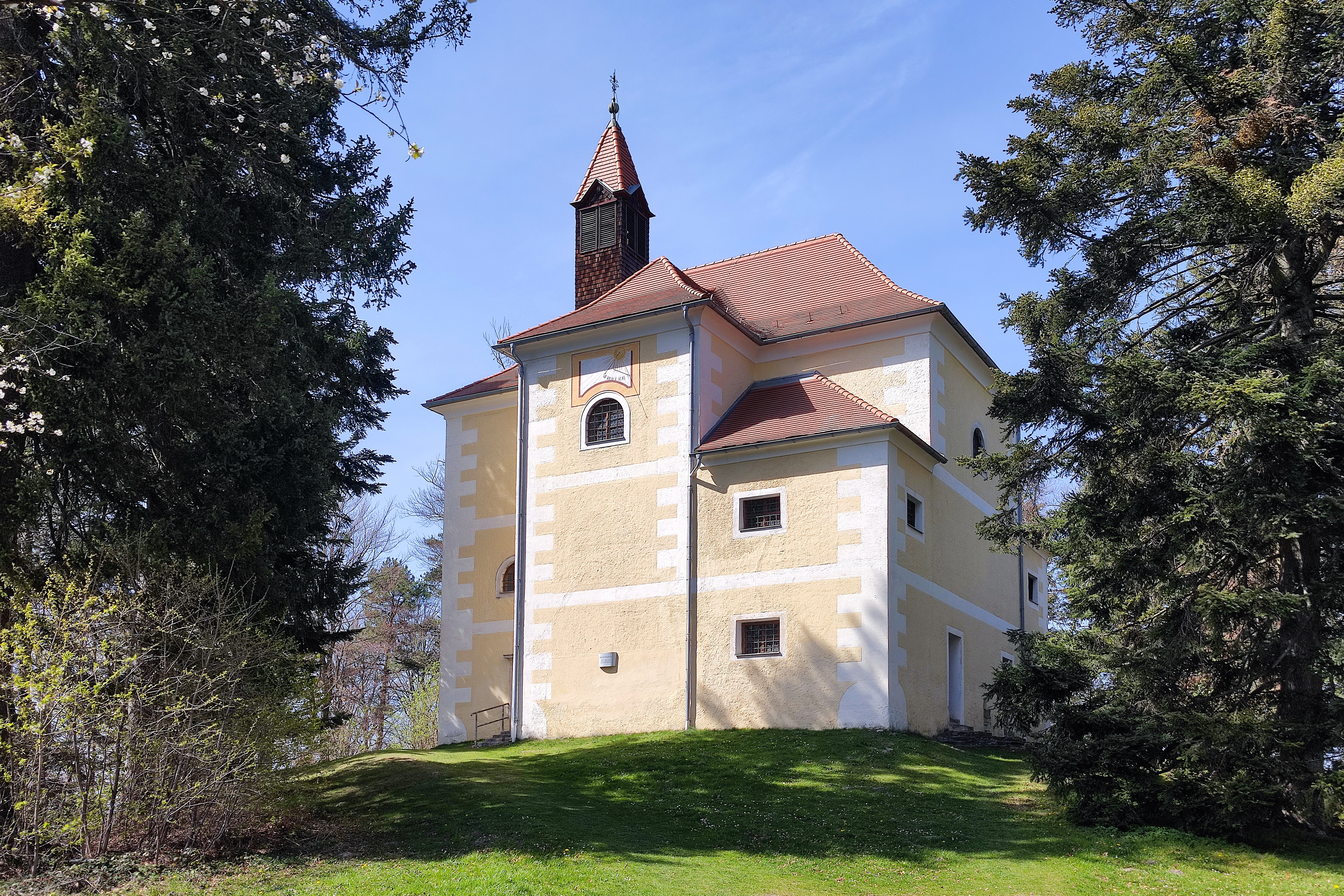
Rosalienkapelle

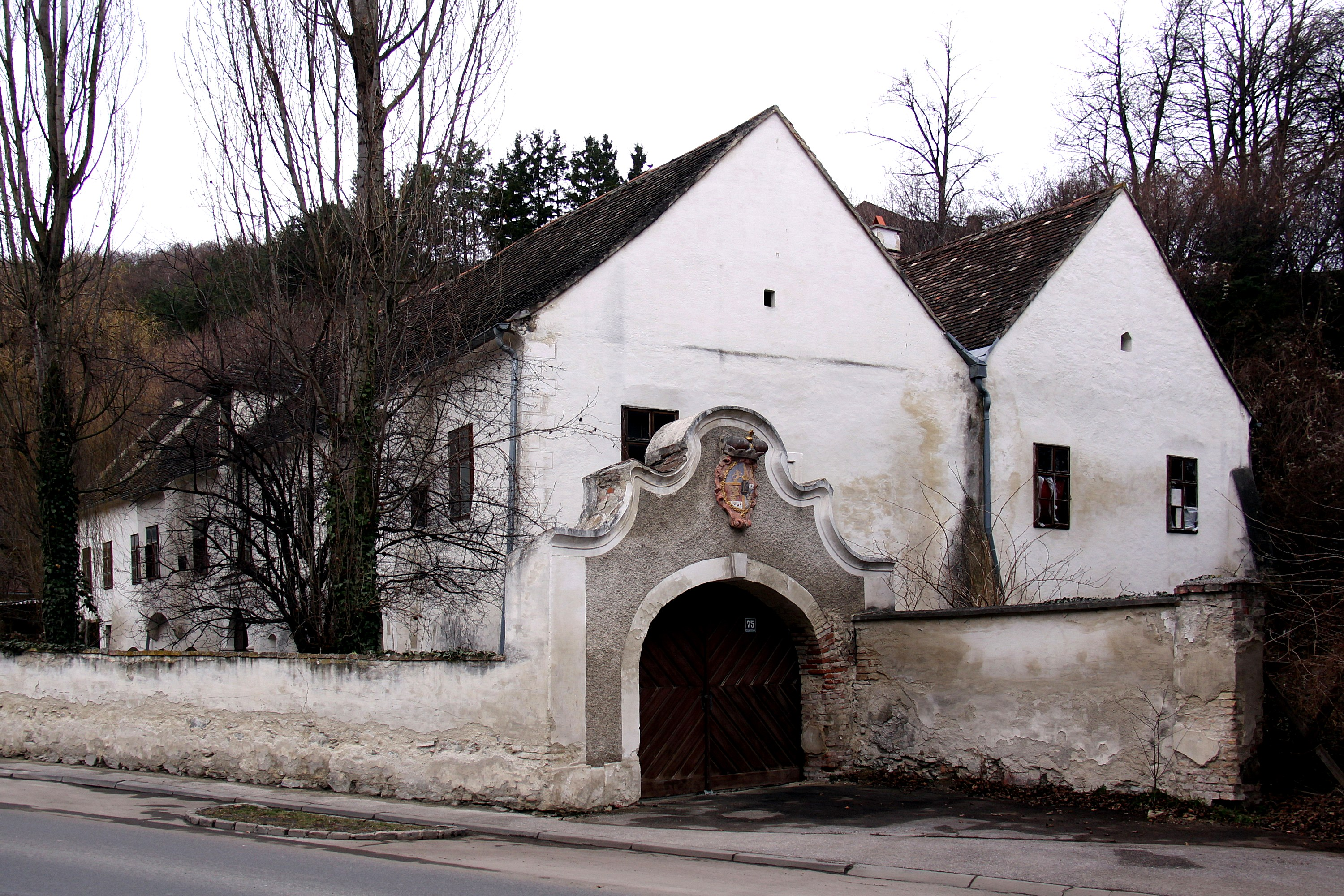
Der Untere Edelhof aus 1627 war Sitz der Grafschaftsverwaltung Esterházy

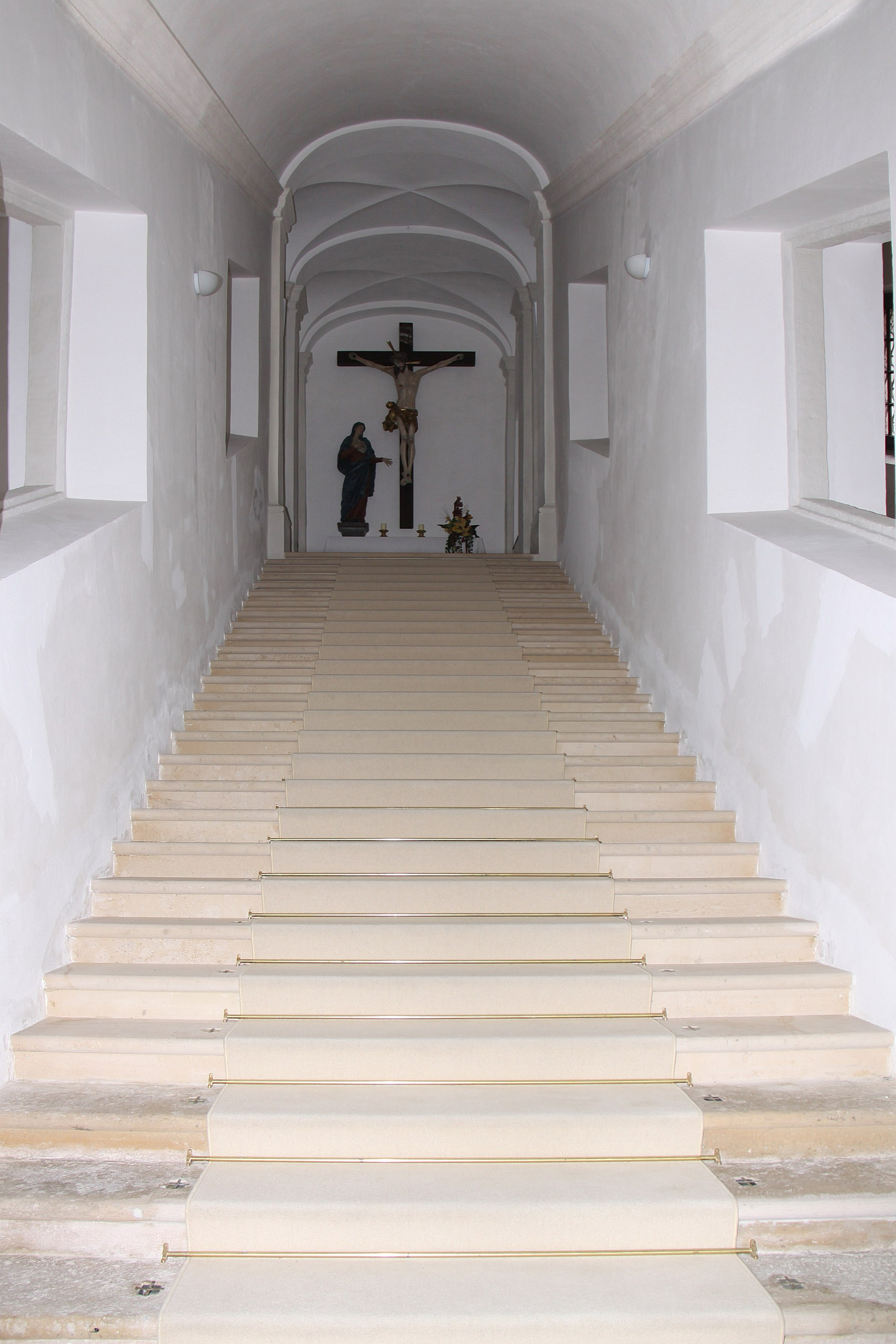
Heilige Stiege aus 1719 im Zubau zur Pfarrkirche Maria Himmelfahrt. Sie ist der Scala Santa in Rom nachempfunden.

- Burg Forchtenstein: Die Burg wurde zu Beginn des 13. Jahrhunderts unter den Grafen von Mattersdorf-Forchtenstein als ungarische Grenzburg errichtet, diente sie in den Türkenkriegen als wichtiges Bollwerk. Seit dem frühen 17. Jahrhundert in Besitz der Esterházy. Kern der gewaltigen Burganlage ist das Hochschloss, das im 17. Jahrhundert seine heutige Form erhielt, unter anderem mit barocker Burgkirche (Wallfahrtskirche hl. Rosalia). Die Burg beherbergt mehrere Dauerausstellungen, die – neben den Ausstellungen im Schloss Esterházy in Eisenstadt – die Geschichte und Schätze des alten Adelsgeschlechtes Esterházy zeigen – deshalb trägt die Burg auch die Bezeichnung „Tresor der Esterházy“.
  - Esterházy-Schatzkammer: einzig komplett erhaltene barocke Kunst- und Wunderkammer in Europa mit Objekten aus Gold, Elfenbein und wertvollen Steinen, Automaten und exotischen Tierpräparaten
  - Esterházy-Ahnengalerie: in den Repräsentationsräumen der Burg befindet sich die größte barocke Ahnenbilder-Galerie Mitteleuropas und die in Europa einzige erhaltene Sammlung von Silbermöbeln aus dem Barock
  - Zeughaus und Waffensammlung: ehemaliges fürstliches Zeughaus
- Pfarrkirche Forchtenstein: 1347 geweiht, im 18. Jahrhundert Errichtung des Zubaus der „Heiligen Stiege“ – ein Nachbau der Scala Santa in Rom
- Rosalienkapelle
- Servitenkloster, ehem. Kloster des Ordens Sevitorum Mariae bei der Wallfahrtskirche Maria Himmelfahrt
- Unterer Edelhof Forchtenstein, Hauptstraße 75
- Bildstock, Hauptstraße 89
- Flur-/Wegkapelle, mit Figur hl. Johannes Nepomuk, Neustiftgasse 1
- Pest-/Dreifaltigkeitssäule, Gnadenstuhl, Neustiftgasse 1
- Reptilienzoo Forchtenstein
- Naturpark Rosalia-Kogelberg

## Wirtschaft und Infrastruktur

### Wirtschaftssektoren
Von den 66 landwirtschaftlichen Betrieben des Jahres 2010 waren 57 Nebenerwerbsbetriebe. Die Abnahme der Erwerbstätigen im Produktionssektor von 193 auf 153 zwischen 2001 und 2011 liegt vor allem im Baugewerbe. Der stärkste Bereich im Dienstleistungssektor ist der Handel, der fast 120 Menschen beschäftigt.
| Wirtschaftssektor            | Anzahl Betriebe | Anzahl Betriebe | Erwerbstätige 2) | Erwerbstätige 2) |
| Wirtschaftssektor            | 2011            | 2001            | 2011             | 2001             |
| ---------------------------- | --------------- | --------------- | ---------------- | ---------------- |
| Land- und Forstwirtschaft 1) | 66              | 96              | 18               | 11               |
| Produktion                   | 34              | 26              | 153              | 193              |
| Dienstleistung               | 132             | 72              | 304              | 215              |

1) Betriebe mit Fläche in den Jahren 2010 und 1999, 2) Erwerbstätige am Arbeitsort

### Arbeitsmarkt, Pendeln
Im Jahr 2011 lebten 1318 Erwerbstätige im Dorf. Davon fanden 276 eine lokale Arbeitsstelle, über 1000 Menschen pendelten aus. Aus der Umgebung pendelten fast 200 Personen zur Arbeit nach Forchtenstein.

### Bildung
In der Gemeinde befinden sich ein Kindergarten und eine Volksschule.

## Politik

### Gemeinderat

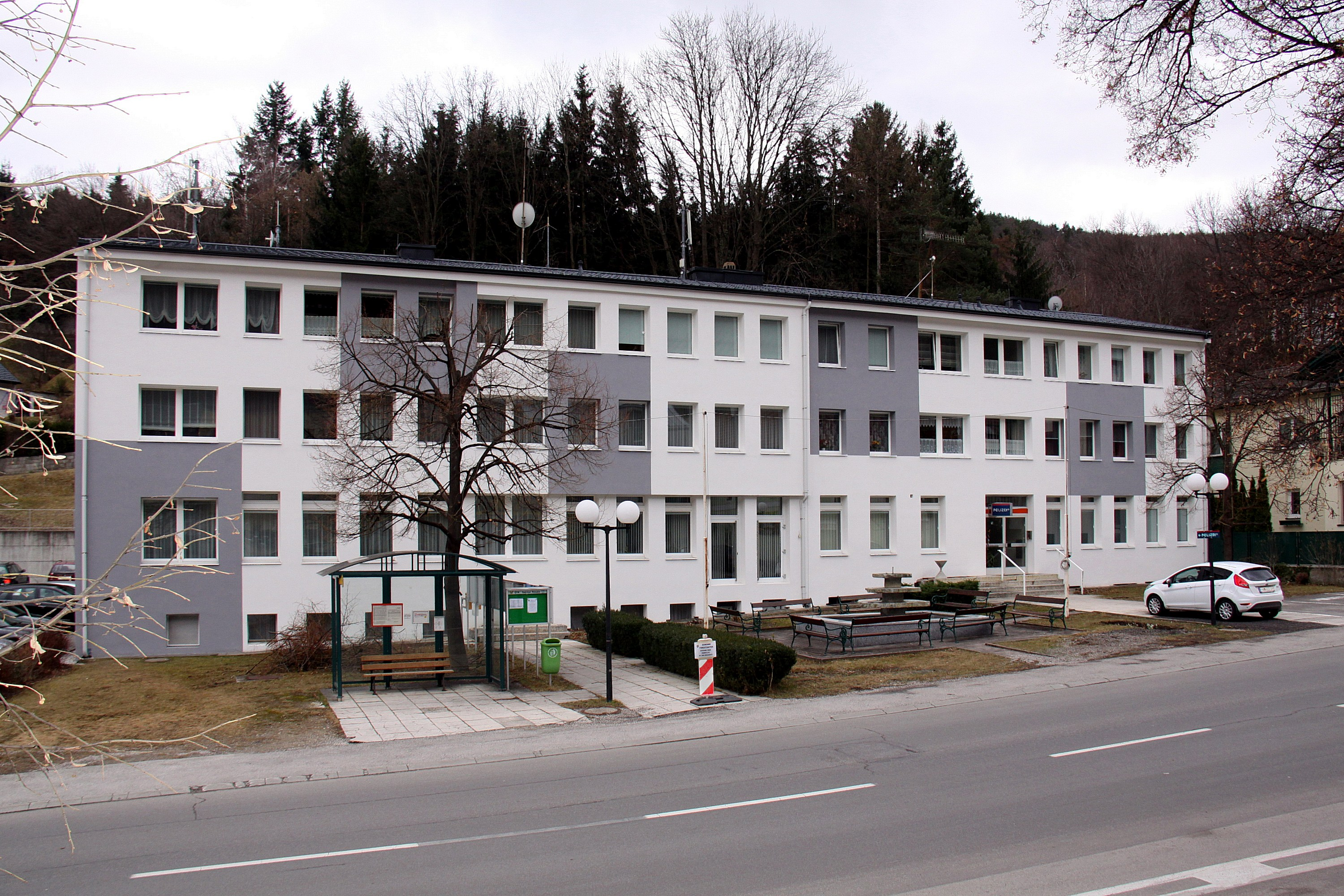
Gemeindeamt Forchtenstein

Der Gemeinderat umfasst aufgrund der Einwohnerzahl insgesamt 23 Mitglieder.
| Partei          | 2022             | 2022             | 2022             | 2017             | 2017             | 2017             | 2012             | 2012             | 2012             | 2007             | 2007             | 2007             | 2002             | 2002             | 2002             | 1997             | 1997             | 1997             |
| Partei          | Sti.             | %                | M.               | Sti.             | %                | M.               | Sti.             | %                | M.               | Sti.             | %                | M.               | Sti.             | %                | M.               | Sti.             | %                | M.               |
| --------------- | ---------------- | ---------------- | ---------------- | ---------------- | ---------------- | ---------------- | ---------------- | ---------------- | ---------------- | ---------------- | ---------------- | ---------------- | ---------------- | ---------------- | ---------------- | ---------------- | ---------------- | ---------------- |
| SPÖ             | 829              | 47,24            | 11               | 833              | 48,37            | 11               | 901              | 49,67            | 12               | 895              | 48,40            | 11               | 934              | 52,86            | 13               | 785              | 47,40            | 11               |
| ÖVP             | 756              | 43.08            | 10               | 673              | 39,08            | 9                | 604              | 33,30            | 8                | 751              | 40,62            | 10               | 698              | 39,50            | 9                | nicht kandidiert | nicht kandidiert | nicht kandidiert |
| FLF             | 170              | 9,69             | 2                | nicht kandidiert | nicht kandidiert | nicht kandidiert | nicht kandidiert | nicht kandidiert | nicht kandidiert | nicht kandidiert | nicht kandidiert | nicht kandidiert | nicht kandidiert | nicht kandidiert | nicht kandidiert | nicht kandidiert | nicht kandidiert | nicht kandidiert |
| FPÖ             | nicht kandidiert | nicht kandidiert | nicht kandidiert | 216              | 12,54            | 3                | 203              | 11,19            | 2                | 159              | 8,60             | 2                | 135              | 7,64             | 1                | 175              | 10,57            | 2                |
| Grüne           | nicht kandidiert | nicht kandidiert | nicht kandidiert | nicht kandidiert | nicht kandidiert | nicht kandidiert | 106              | 5,84             | 1                | nicht kandidiert | nicht kandidiert | nicht kandidiert | nicht kandidiert | nicht kandidiert | nicht kandidiert | nicht kandidiert | nicht kandidiert | nicht kandidiert |
| FBL             | nicht kandidiert | nicht kandidiert | nicht kandidiert | nicht kandidiert | nicht kandidiert | nicht kandidiert | nicht kandidiert | nicht kandidiert | nicht kandidiert | 44               | 2,38             | 0                | nicht kandidiert | nicht kandidiert | nicht kandidiert | nicht kandidiert | nicht kandidiert | nicht kandidiert |
| BL BIRINGER     | nicht kandidiert | nicht kandidiert | nicht kandidiert | nicht kandidiert | nicht kandidiert | nicht kandidiert | nicht kandidiert | nicht kandidiert | nicht kandidiert | nicht kandidiert | nicht kandidiert | nicht kandidiert | nicht kandidiert | nicht kandidiert | nicht kandidiert | 696              | 42,03            | 10               |
| Wahlberechtigte | 2662             | 2662             | 2662             | 2597             | 2597             | 2597             | 2510             | 2510             | 2510             | 2518             | 2518             | 2518             | 2455             | 2455             | 2455             | 2384             | 2384             | 2384             |
| Wahlbeteiligung | 72,43 %          | 72,43 %          | 72,43 %          | 76,05 %          | 76,05 %          | 76,05 %          | 80,80 %          | 80,80 %          | 80,80 %          | 80,50 %          | 80,50 %          | 80,50 %          | 81,14 %          | 81,14 %          | 81,14 %          | 83,39 %          | 83,39 %          | 83,39 %          |

### Gemeindevorstand
[veraltet]Neben der Bürgermeisterin Friederike Reismüller (SPÖ) und dem Vizebürgermeister Josef Neusteurer (ÖVP) gehören weiters die geschäftsführenden Gemeinderäte Hans Gerald Gruber (SPÖ), Markus Pinter (ÖVP) und Anna Strodl (SPÖ) dem Gemeindevorstand an.

### Bürgermeister
Im Jahr 1997 löste Friederike Reismüller (SPÖ) Gmasz (NL) als Bürgermeisterin ab. Bei der Bürgermeisterdirektwahl 2017 konnte sie sich im ersten Wahlgang mit 53,81 % gegen Josef Neusteurer (ÖVP, 35,55 %) und Christian Spuller (FPÖ, 10,64 %) durchsetzen.
Am 23. Oktober 2022 wurde Alexander Rüdiger Knaak (SPÖ) in einer Stichwahl gegen Josef Neusteurer (ÖVP) als Nachfolger von Friederike Reismüller zum Bürgermeister gewählt. Eine Wahlwiederholung im September 2023 aufgrund einer Anfechtung der Wahl durch die ÖVP bestätigte das Ergebnis der Stichwahl vom Oktober 2022.

## Söhne und Töchter der Gemeinde
- Michael I. Esterházy de Galantha (1671–1721), ungarischer Staatsmann in habsburgischen Diensten
- Jakob Mitterhöfer (* 1936), katholischer Geistlicher und Missionswissenschaftler